# 郭建宏 (製作人)
郭建宏（1953年10月15日—）是臺灣電視節目製作人，出生於臺南市，畢業於國立臺灣藝術大學戲劇學系（前身是臺灣藝術專科學校影劇科），為映畫傳播創辦人以及董事長。

## 個人簡歷

### 早年
郭建宏出生於臺灣臺南市，為家中長子，下有四個弟弟，育有一子一女。國小畢業於臺南市中西區成功國民小學，初中畢業於臺南市立延平國民中學，高中畢業於臺南二中，大學畢業於國立臺灣藝術大學影劇系。從小熱愛足球，18歲時選入中華民國青年足球代表隊（後衛）；但因為父親反對，大學沒有再繼續踢球，轉而念國立藝術專科學校（今國立臺灣藝術大學）影視科，與臺灣知名導演李安為同班同學。大學期間有在影劇相關行業打工，畢業後服兵役單位為中華民國海軍陸戰隊足球代表隊。

### 踏入傳媒界後
郭建宏就讀國立藝專影視科時期，開始接觸影視傳播相關之工作。退伍後，郭建宏進入《你我他電視周刊》擔任業務員。1978年至1983年，郭建宏都在《你我他電視周刊》，從業務員升任業務副總經理。1983年至1986年，郭建宏擔任中華製作公司業務副總經理，曾經負責中國電視公司連續劇時段《金獎劇場》、中視綜藝節目《黃金拍檔》、中華電視公司綜藝節目《大精彩》等節目業務。
1986年，郭建宏從中華製作公司離職，成立映畫傳播。映畫傳播是臺灣傳播界元老級的電視節目製作公司，創下臺灣傳播史上擁有最多戲劇時數以及擁有最多戲劇版權的公司，創業作品為中視連續劇時段《黃金劇場》。2002年戲劇《愛上總經理》為台灣首例企業結合傳播，與劍湖山王子大飯店結合，為業界第一個成功商業置入性行銷，進而促使飯店創下年平均98％的住房率。2004年戲劇《升空高飛》是臺灣第一個拿到行政院新聞局補助金的戲劇，同年之戲劇《意難忘》創下台灣戲劇史上最多集數之記錄。
郭建宏所製作和監製的電視節目、戲劇內容以創新著稱，不抄襲他人有版權之著作，皆是購買原著版權；曾購買英國獨立電視台之影集《魔法學校》，為臺灣第一個購買外國戲劇原著版權的電視節目製作人。郭建宏也是第一個嘗試製播分離、承製電視台節目的人。映畫傳播在老三台時期，曾創下臺灣史上最高、超過新台幣15億元的年營收，至今無人打破。映畫傳播是臺灣第一個擁有藝人合約的電視節目製作公司，全盛時期約有三十多名旗下藝人，曾簽約的藝人包括張小燕、費玉清、胡瓜、張晨光、張菲、藍心湄、江祖平、蕭薔、高金素梅、林瑞陽等人。

### 擔任華視總經理
2016年12月22日，華視第23屆董事會第三次會議，郭建宏獲得超過半數董事支持當選總經理。
2018年1月11日，華視第23屆董事會第十四次會議，獲得董事會以10比5，通過郭建宏的不適任罷免。華視董事會說出7大罪狀，並提出一張新台幣數千元報銷發票，指稱是郭建宏不在國內的支出，以此逼退郭建宏下台；而郭建宏表示全部都是莫須有的事、惡意抹黑，他一定依法提告。
2018年1月14日，郭建宏受訪時強調，一定會對董事長陳郁秀及董事會提告，除了要為自己爭得一個清白，也希望幫助原本就是「總經理制」的華視回歸專業經理人的專業管理。

## 作品

### 戲劇作品
| 年份 | 戲劇名稱 |
| ---- | --- |
| 1986 | 如果有來生 |
| 1987 | 想念的季節、別愛陌生人、小姐與流氓 |
| 1988 | 小姐與流氓、再回到從前、木觀音、控訴、老人與狗、貂蟬、情在天涯 |
| 1989 | 情在天涯、把愛找回來、情繫半生緣、鋤頭博士、天才褓姆 |
| 1990 | 情繫半生緣、天才褓姆、百劫紅顏未了情、鞦韆下的風鈴、浴火鳳凰、愛 |
| 1991 | 百劫紅顏未了情、愛、愛在星光燦爛時、玫瑰芳心、兩個月亮 |
| 1992 | 兩個月亮、我的爸爸是主播、緣 |
| 1993 | 燕鷗、玫瑰豪情、秦俑 |
| 1994 | 破鏡邊緣、夢醒時分、天涯共此時、黃飛鴻與十三姨 |
| 1995 | 天涯共此時、春風不問路 |
| 1996 | 真愛一世情、牽你的手、根 |
| 1997 | 真愛一世情、山水有相逢、生生世世情、台獨份子 |
| 1998 | 此情可問天、千金媳婦萬金孫 |
| 1999 | 女人香、親親，妳是我的寶貝 |
| 2000 | 親親，妳是我的寶貝、輾轉紅蓮、新一剪梅、女生向前走、吉祥如意年年來 |
| 2001 | 女生向前走、U-TOUCH感應拍檔、追夫三人行 |
| 2002 | U-TOUCH感應拍檔、超人氣學園、U-TOUCH四號宿舍、愛上總經理Ⅰ、愛上總經理Ⅱ、愛情風味屋 |
| 2003 | 愛上總經理Ⅱ、愛情風味屋、第八號當舖、再見阿郎 |
| 2004 | 第八號當舖、再見阿郎、升空高飛、意難忘 |
| 2005 | 意難忘、真命天女、舊情綿綿 |
| 2006 | 意難忘、真命天女、舊情綿綿、危險心靈、錯愛、愛 |
| 2007 | 錯愛、愛、危險心靈 |
| 2008 | 愛、天平上的馬爾濟斯 |
| 2009 | 夜市人生、青梅竹馬、又見阿郎 |
| 2010 | 夜市人生、青梅竹馬 |
| 2011 | 夜市人生 |
| 2012 | 溫柔的慈悲、小孩大人 |
| 2013 | 城市·獵人、美味的想念、我的自由年代 |
| 2014 | 我的自由年代、巷弄裡的那家書店、A咖的路、小胸維妮的幸福旅程、為愛旅行(公視人生劇展)、醒來(公視人生劇展)、幸福兌換券、22K夢想高飛、尋找心方向(日本觀光廳微電影)、找回新自我(日本觀光廳微電影) |
| 2015 | 甘味人生、料理高校生 |
| 2016 | 甘味人生、料理高校生 |
| 2017 | 甘味人生、胸性大發 |
| 2018 | 炮仔聲 |
| 2019 | 炮仔聲、萬德浮.史貝斯 |
| 2020 | 炮仔聲 |
| 2021 | 神之鄉 |
| 2023 | 阿叔、生命捕手 |
| 2024 | 阿叔、阿榮與阿玉 |

### 綜藝作品
| 播出年份   | 頻道       | 節目名稱               | 主持人                                                                             |
| ---------- | ---------- | ---------------------- | ---------------------------------------------------------------------------------- |
| 1986~1991  | 華視       | 鑽石舞台               | 高凌風、 夏玲玲、胡瓜、陽帆、鄭進一、方芳芳                                        |
| 1988       | 華視       | 百戰百勝               | 胡瓜、任賢齊、徐乃麟、小亮哥                                                       |
| 1990~1997  | 華視       | 金曲龍虎榜             | 胡瓜、胡珮璉                                                                       |
| 1991       | 中視       | 今天真好               | 藍心湄                                                                             |
| 1991~1995  | 中視       | 雞蛋碰石頭             | 巴戈、藍心湄                                                                       |
| 1993~1994  | 衛視中文台 | 歡笑碰碰胡             | 胡瓜                                                                               |
| 1993~1997  | 中視       | 歡喜來逗陣             | 白冰冰、蔡頭                                                                       |
| 1995~1996  | 華視       | 綜藝大聯盟             | 胡瓜、方芳芳、藍心湄                                                               |
| 1995       | 中視       | 黃金綜藝通             | 藍心湄、謝祖武                                                                     |
| 1997~1997  | 華視       | 我愛龍珠               | 朱慧珍、卜學亮                                                                     |
| 1997~2000  | 華視       | 好運旺旺來             | 陳亞蘭、卜學亮                                                                     |
| 1998~2000  | 華視       | 龍虎綜藝王             | 張菲、費玉清                                                                       |
| 1999~2000  | 華視       | 歡樂龍虎榜             | 張菲、陳孝萱、黃子佼                                                               |
| 1999~2002  | 華視       | 地球萬萬歲             | 劉至翰、賈永婕、鍾欣凌                                                             |
| 2000~2001  | 華視       | 歌王俱樂部             | 澎恰恰                                                                             |
| 2000~2001  | 華視       | 無敵星期六             | 胡瓜、澎恰恰、許效舜、陶晶瑩、許傑輝、唐從聖                                       |
| 2001       | 華視       | 歡樂在周六             | 胡瓜、賀一航、董至成、許傑輝、唐從聖                                               |
| 2001~2003  | 華視       | TV三賤客               | 羅志祥、Makiyo、陳建州                                                             |
| 2002       | 華視       | 社會叢林               | 李明諭律師、馬維欣                                                                 |
| 2003~2003  | 華視       | TV大賤客               | 陳建州、張善為、B.A.D、林韋君                                                      |
| 2003~2008  | 華視       | 快樂星期天             | 張小燕、SHE、羅志祥、卜學亮、黃子佼、張善為 、張宇、李明依、巫啟賢、蔡康永、高怡平 |
| 2003~2004  | 華視       | 綜藝康康COME           | 康康、陳建州、小鍾                                                                 |
| 2004       | 華視       | 愛上星期六             | 澎恰恰、康康                                                                       |
| 2004       | 華視       | TV搜查線               | 羅志祥、陳建州、唐志中                                                             |
| 2004~2005  | 華視       | 千萬大挑戰             | 董至成、錢韋杉、徐乃麟、蔡淑臻、姚彩穎、陳思璇、林嘉綺                             |
| 2005       | 華視       | 幸福加油站             | 徐乃麟、陳建州                                                                     |
| 2006       | 華視       | 日本再發現             | 林志玲、加賀美智久                                                                 |
| 2006~2006  | 八大綜合台 | 皇家女子學院           | 楊千霈、黃舒駿                                                                     |
| 2009~2010  | 緯來       | 國人都叫好             | 黃國倫                                                                             |
| 2009       | 緯來       | 哈林老師好             | 庾澄慶                                                                             |
| 2006~2007  | 民視       | 成名一瞬間             | 包小松、包小柏                                                                     |
| 2007~2012  | 民視       | 成名一瞬間之超級童盟會 | GINO、JR                                                                           |
| 2006~2006  | 華視       | 幸福向前衝             | 唐志中、沈韋汝                                                                     |
| 2008       | 台視       | 早安家族New Star       | 陳建州                                                                             |
| 2008～2009 | 民視       | 娛樂大發現             | 藍心湄、郭彥均、郭彥甫                                                             |
| 2009       | 八大       | 但是又何奈             | 蔡康永、馮媛甄、小甜甜                                                             |
| 2009~2010  | 中天       | 娘娘駕到               | 阿布、郭鑫                                                                         |
| 2010       | 中視       | 金曲超級星             | 藍心湄                                                                             |
| 2010       | 中視       | 金曲超級星之愛秀大明星 | 黃子佼、JR                                                                         |
| 2010~2016  | 中天       | SS小燕之夜             | 張小燕                                                                             |
| 2010~2011  | 中天       | Mr.J頻道               | 周杰倫、杜國璋、小麥、雪糕、乙黑繪里                                               |
| 2010       | 中視       | 漢寶開賣啦             | 曾寶儀、陳漢典                                                                     |
| 2010~2011  | 緯來綜合台 | 小孩很忙               | 曾國城、小小彬                                                                     |
| 2011       | 緯來綜合台 | 城功富產科             | 曾國城                                                                             |
| 2011~2012  | 中天娛樂台 | 給你哈音樂             | 庾澄慶                                                                             |
| 2011~2013  | 東森幼幼台 | YOYO嘻遊記             | 蝴蝶姐姐、陳漢典                                                                   |
| 2011       | 超視       | 青春猛回頭             | 曾國城、黃國倫                                                                     |
| 2011~2012  | 土豆網     | 哈林哈時尚             | 庾澄慶                                                                             |
| 2012       | 民視       | 好膽你就來             | JR 、江Sir                                                                         |
| 2012~2013  | 中視       | 萬秀豬王               | 豬哥亮、陳亞蘭                                                                     |
| 2012       | 緯來綜合台 | 就是愛Run玩            | 張善為、JR                                                                         |
| 2014       | 華視       | 寶島縱貫線             | 吳宗憲                                                                             |
| 2014       | 公視       | 音樂創世紀             | 黃舒駿                                                                             |
| 2014       | 東森綜合台 | 絕對不單淳             | 田村淳、佐藤麻衣、張善為                                                           |
| 2014       | 八大       | 我們都來了             | 邰智源、屈中恆、黃鐙輝、哈孝遠                                                     |
| 2014       | 緯來綜合台 | 我是美喉王             | 羅時豐、康康                                                                       |
| 2014       | 冠軍夢想台 | 夢想星巴士             | Gino                                                                               |
| 2016       | 華視       | 全民一起來             | 謝震武                                                                             |
| 2019       | 東森超視   | 請問 今晚住誰家        | 李李仁、肯納 （页面存档备份，存于）                                                |
| 2019       | 17 Media   | 明星製作人             | 納豆、阿Ken                                                                        |
| 2020       | 東森超視   | 請問 今晚住誰家        | 王傳一、肯納                                                                       |
| 2020       | 衛視中文台 | 鴻門家宴               | Ella、李玉璽                                                                       |
| 2021       | 衛視中文台 | 鴻門家宴               | Ella、李玉璽                                                                       |
| 2022       | 東森綜合台 | 花甲少年趣旅行         | 黃仲崑、葉璦菱、魏蔓、李玉璽（第一集來賓）                                         |
| 2023       | 東森綜合台 | 花甲少年趣旅行         |                                                                                    |
| 2023       | 緯來綜合台 | 女王大人               | 曾國城、巴鈺                                                                       |